# Badjebup
Badjebup är en ort i Australien. Den ligger i kommunen Katanning och delstaten Western Australia, omkring 270 kilometer sydost om delstatshuvudstaden Perth. Antalet invånare är 145.
Runt Badjebup är det mycket glesbefolkat, med 2 invånare per kvadratkilometer.. Det finns inga andra samhällen i närheten.
Trakten runt Badjebup består till största delen av jordbruksmark. Genomsnittlig årsnederbörd är 541 millimeter. Den regnigaste månaden är september, med i genomsnitt 97 mm nederbörd, och den torraste är februari, med 6 mm nederbörd.